# Indianapolis Colts 1987
La stagione 1987 degli Indianapolis Colts è stata la 34ª della franchigia nella National Football League, la quarta con sede a Indianapolis. I Colts conclusero con un record di 9 vittorie e 6 sconfitte, chiudendo al primo posto dell'AFC East e centrando i playoff per la prima volta dopo dieci stagioni. Fu anche il primo record positivo dopo lo spostamento della sede ad Indianapolis. La stagione fu accorciata a 15 partite per uno sciopero dei giocatori e tre gare furono disputate con giocatori di riserva.

## Roster
| Roster degli Indianapolis Colts nel 1987 |
| --- |
| Quarterback - 7 Gary Hogeboom - 10 Jack Trudeau - 13 Sean Salisbury Running Back - 20 Albert Bentley - 29 Eric Dickerson - 34 George Wonsley Wide Receiver - 87 Mark Bellini - 85 Matt Bouza - 80 Bill Brooks - 86 Walter Murray - 87 James Noble Tight End - 81 Pat Beach - 88 John Brandes - 84 Mark Boyer - 49 Mike McCloskey - 83 Tim Sherwin Offensive Linemen - 74 Bob Brotzki T - 71 Kevin Call T - 69 Randy Dixon - 53 Ray Donaldson C - 75 Chris Hinton T - 65 Joel Patten G - 66 Ron Solt G - 64 Ben Utt G Defensive Linemen - 79 Harvey Armstrong DT - 78 Jon Hand DE - 94 Scott Kellar NT - 76 Jerome Sally DT - 99 Donnell Thompson DE Linebacker - 57 Dave Ahrens - 50 Duane Bickett - 98 Johnie Cooks - 55 Barry Krauss - 92 Jeff Leiding - 56 Orlando Lowry - 93 Cliff Odom Defensive Back - 38 Eugene Daniel CB - 25 Nesby Glasgow SS - 37 Chris Goode - 39 Mike Prior FS - 47 Freddie Robinson - 42 Willie Tullis CB - 27 Terry Wright Special Team - 4 Dean Biasucci K - 3 Rohn Stark P Lista delle riserve - 74 Chris Gambol T (IR) - 32 Randy McMillan RB (PUP) - 52 Micah Moon LB (IR) Squadra di allenamento - 86 Roy Banks WR - 48 Chuckie Miller DB |
| Legenda - I rookie sono in corsivo. - Il primo ruolo è il principale mentre gli eventuali successivi indicano i ruoli secondari. - (IR) sta per Injured Reserve ed indica la lista ristretta per un solo giocatore infortunato che può tornare ad allenarsi dopo la settimana 6 e a rientrare in prima squadra dopo che questa ha giocato 8 partite. - (NF-Inj.) / (NF-Ill.) stanno rispettivamente per Non-Football Injured e Non-Football Illness ed indicano le liste dove viene inserito un giocatore che ha un infortunio o una malattia non dipendente dal football americano. - (PUP) sta per Physically Unable to Perform ed indica la lista dove viene inserito un giocatore mentre è in attesa di recuperare la condizione fisica. Nella stagione regolare dopo la sesta partita giocata dalla propria squadra, il giocatore ha tempo tre settimane per riprendere ad allenarsi, più tre settimane aggiuntive dal suo rientro agli allenamenti per rientrare in prima squadra. |

Fonte:

## Calendario
| Stagione regolare |                   |                         |            |        |                        |          |
| Turno             | Data              | Avversario              | Risultato  | Record | Stadio                 | Pubblico |
| 1                 | 13 settembre 1987 | Cincinnati Bengals      | S 21–23    | 0–1    | Hoosier Dome           | 59,387   |
| 2                 | 20 settembre 1987 | Miami Dolphins          | S 10–23    | 0–2    | Hoosier Dome           | 57,524   |
| 3                 | 27 settembre 1987 | at St. Louis Cardinals  | Cancellata | 0–2    | Busch Memorial Stadium |          |
| 4                 | 4 ottobre 1987    | at Buffalo Bills        | V 47–6     | 1–2    | Rich Stadium           | 9,860    |
| 5                 | 11 ottobre 1987   | New York Jets           | V 6–0      | 2–2    | Hoosier Dome           | 34,927   |
| 6                 | 18 ottobre 1987   | at Pittsburgh Steelers  | S 7–21     | 2–3    | Three Rivers Stadium   | 34,627   |
| 7                 | 25 ottobre 1987   | New England Patriots    | V 30–16    | 3–3    | Hoosier Dome           | 48,850   |
| 8                 | 1º novembre 1987  | at New York Jets        | V 19–14    | 4–3    | The Meadowlands        | 60,863   |
| 9                 | 8 novembre 1987   | San Diego Chargers      | S 13–16    | 4–4    | Hoosier Dome           | 60,459   |
| 10                | 15 novembre 1987  | at Miami Dolphins       | V 40–20    | 5–4    | Joe Robbie Stadium     | 65,433   |
| 11                | 22 novembre 1987  | at New England Patriots | S 0–24     | 5–5    | Sullivan Stadium       | 56,906   |
| 12                | 29 novembre 1987  | Houston Oilers          | V 51–27    | 6–5    | Hoosier Dome           | 54,999   |
| 13                | 6 dicembre 1987   | at Cleveland Browns     | V 9–7      | 7–5    | Cleveland Stadium      | 70,661   |
| 14                | 13 dicembre 1987  | Buffalo Bills           | S 3–27     | 7–6    | Hoosier Dome           | 60,253   |
| 15                | 20 dicembre 1987  | at San Diego Chargers   | V 20–7     | 8–6    | Jack Murphy Stadium    | 46,211   |
| 16                | 27 dicembre 1987  | Tampa Bay Buccaneers    | V 24–6     | 9–6    | Hoosier Dome           | 60,468   |

### Playoff
| Playoff    |                                           |                                           |                                           |                                           |                                           |                                           |                                           |
| Turno      | Data                                      | Avversario (seed)                         | Risultato                                 | Record                                    | Stadio                                    | Pubblico                                  |                                           |
| Wild Card  | Qualificati direttamente al secondo turno | Qualificati direttamente al secondo turno | Qualificati direttamente al secondo turno | Qualificati direttamente al secondo turno | Qualificati direttamente al secondo turno | Qualificati direttamente al secondo turno | Qualificati direttamente al secondo turno |
| Divisional | 10 gennaio 1988                           | at Cleveland Browns (2)                   | S 21–38                                   | 0–1                                       | Cleveland Stadium                         | 78,586                                    |                                           |

## Classifiche
| AFC East              |   |   |   |      |      |     |     |     |     |
|                       | V | S | P | %    | CONF | DIV | PF  | PS  | STR |
| Indianapolis Colts(3) | 9 | 6 | 0 | .600 | 5–3  | 8–6 | 300 | 238 | V2  |
| New England Patriots  | 8 | 7 | 0 | .533 | 6–2  | 8–4 | 320 | 293 | V3  |
| Miami Dolphins        | 8 | 7 | 0 | .533 | 2–6  | 5–7 | 362 | 335 | S1  |
| Buffalo Bills         | 7 | 8 | 0 | .467 | 4–4  | 6–6 | 270 | 305 | S2  |
| New York Jets         | 6 | 9 | 0 | .400 | 3–5  | 6–5 | 334 | 360 | S4  |